# 刚果丽鱼属
剛果麗魚屬，是條鰭魚綱䲁形目麗魚科下的一個屬。

## 分類
本屬屬於褶唇麗魚亞科，目前被認可的種如下：
- 黃腹剛果麗魚 Congochromis dimidiatus
- 好鬦剛果麗魚 Congochromis pugnatus
- 薩比剛果麗魚 Congochromis sabinae
- 鱗頭剛果麗魚 Congochromis squamiceps